# Furari - Sulle orme del vento
Furari - Sulle orme del vento (ふらり。?, Furari, lett. "vagare senza meta", "seguire il vento") è un manga seinen di Jirō Taniguchi. L'opera, ispirata alla figura del cartografo giapponese Tadataka Inō, è composta da tanti capitoli autoconclusivi che ritraggono la vita del dotto uomo di scienza ormai dedito nel suo tempo libero a misurare la città di Edo e i suoi dintorni e il Giappone ancora rurale del XVIII secolo.

## Trama
Tadataka Inō, ormai in pensione, trascorre le sue giornate a camminare. È la sua grande passione per la cartografia e la scienza a portarlo a coltivare questo insolito passatempo, sebbene questo non gli impedisca, durante le sue misurazioni svolte a passeggio, di godere appieno della caratteristica Edo (antico nome dell'odierna Tokyo) del XVIII secolo, ancora profondamente legata alla propria identità e ben lontana dalla successiva occidentalizzazione.
Il suo peregrinare giornaliero porta Tadataka a vivere incontri con alcuni personaggi particolari in primo luogo il poeta di haiku Issa, ancora alla ricerca di fama, o un promettente attore rakugo o ancora un paziente pittore di scorci naturalistici. Il grande senso di osservazione permettono inoltre al sensibile Tadataka di profondersi così tanto nell'ambiente circostante e nei suoi elementi che non di rado l'uomo, colpito da un particolare animale, ne "assorba" il punto di vista, immaginando di librarsi sul cielo di Edo assieme ai volatili o sgattaiolare per le vie della città nel corpo di un agile felino randagio.
Il sogno del cartografo rimane, ad ogni modo, quello di poter calcolare la lunghezza di un meridiano. Quando l'istituto di scienze cui lui è affiliato gli comunica che lo shogunato ha dato il suo benestare al progetto di Tadataka di calcolare e mappare l'Hokkaidō, questi decide di accettare di partire, sebbene ciò significhi doversi allontanare dalla compagna Eï. Quando trova il coraggio di comunicare alla donna di dover viaggiare a nord, Eï lo sorprende partendo con lui.

### Volumi
| Nº | Titolo italiano Giapponese 「Kanji」 - Rōmaji | Data di prima pubblicazione           | Data di prima pubblicazione           |
| Nº | Titolo italiano Giapponese 「Kanji」 - Rōmaji | Giapponese                            | Italiano                              |
| 1  | Furari. Sulle orme del vento 「ふらり。」 - Furari | 22 aprile 2011 ISBN 978-4-06-372996-2 | 12 settembre 2012 ISBN 978-8817060691 |
| 1  | Capitoli - Nibbio - Ciliegi - Tartaruga - Gatto - Stelle - Balena - Pioggia - Lucciole - Elefante - Tempesta - Libellula - Luna - Cavallo - Formiche - Neve |                                       |                                       |